# Список кавалеров ордена «За заслуги перед Отечеством» за 2018 год

## Кавалеры ордена I степени
1. 6 мая 2018 года, № 199 — Этуш, Владимир Абрамович — артист федерального государственного бюджетного учреждения культуры «Государственный академический театр имени Евгения Вахтангова», город Москва[1]
2. 30 мая 2018 года, № 281 — Бугаков, Юрий Фёдорович — председатель закрытого акционерного общества племзавода «Ирмень», Новосибирская область[2]
3. 30 мая 2018 года, № 281 — Федосеев, Владимир Иванович — художественный руководитель федерального государственного бюджетного учреждения культуры «Государственный академический Большой симфонический оркестр имени П. И. Чайковского», город Москва[2]
4. 29 июня 2018 года, № 377 — Чурикова, Инна Михайловна — артистка государственного бюджетного учреждения культуры города Москвы «Московский государственный театр „Ленком“»[3]
5. 16 июля 2018 года, № 431 — Лебедев, Вячеслав Михайлович — Председатель Верховного суда Российской Федерации[4]
6. 25 сентября 2018 года, № 542 — Громов, Борис Всеволодович — председатель Всероссийской общественной организации ветеранов «БОЕВОЕ БРАТСТВО», Московская область[5]
7. 29 октября 2018 года, № 612 — Тулеев, Аман-гельды Молдагазыевич[6]

## Кавалеры ордена II степени
1. 1 февраля 2018 года, № 45 — Полтавченко, Георгий Сергеевич — губернатор Санкт-Петербурга
2. 2 марта 2018 года, № 93 — Каюров, Юрий Иванович — артист федерального государственного бюджетного учреждения культуры «Государственный академический Малый театр России», город Москва
3. 9 апреля 2018 года, № 151 — Фетисов, Вячеслав Александрович — первый заместитель председателя Комитета Государственной думы по физической культуре, спорту, туризму и делам молодёжи
4. 3 мая 2018 года, № 182 — Винокур, Владимир Натанович — артист, член Международного союза деятелей эстрадного искусства (творческого союза), город Москва
5. 29 июня 2018 года, № 377 — Збруев, Александр Викторович — артист государственного бюджетного учреждения культуры города Москвы «Московский государственный театр „Ленком“»
6. 16 июля 2018 года, № 431 — Винер-Усманова, Ирина Александровна — главный тренер спортивной сборной команды Российской Федерации по художественной гимнастике федерального государственного бюджетного учреждения «Центр спортивной подготовки сборных команд России», город Москва
7. 11 октября 2018 года, № 574 — Суриков, Александр Александрович — чрезвычайный и полномочный посол, город Москва
8. 13 ноября 2018 года, № 656 — Юрчихин, Фёдор Николаевич — инструктор-космонавт-испытатель отряда космонавтов федерального государственного бюджетного учреждения «Научно-исследовательский испытательный центр подготовки космонавтов имени Ю. А. Гагарина», Московская область
9. 27 декабря 2018 года, № 756 — Адамян, Лейла Вагоевна — заместитель директора по научной работе федерального государственного бюджетного учреждения «Национальный медицинский исследовательский центр акушерства, гинекологии и перинатологии имени академика В. И. Кулакова», город Москва

## Кавалеры ордена III степени
1. 1 февраля 2018 года, № 45 — Черноусов, Александр Фёдорович — заведующий кафедрой федерального государственного бюджетного образовательного учреждения высшего образования «Первый Московский государственный медицинский университет имени И. М. Сеченова»
2. 2 марта 2018 года, № 93 — Максакова, Людмила Васильевна — артистка федерального государственного бюджетного учреждения культуры «Государственный академический театр имени Евгения Вахтангова», город Москва
3. 2 марта 2018 года, № 93 — Тарпищев, Шамиль Анвярович — президент Общероссийской общественной организации «Федерация тенниса России», город Москва
4. 2 марта 2018 года, № 93 — Чагин, Владимир Геннадьевич — директор некоммерческого партнёрства «КАМАЗ-Автоспорт», Республика Татарстан
5. 2 марта 2018 года, № 93 — Михайлов, Александр Николаевич — губернатор Курской области
6. 2 марта 2018 года, № 93 — Горобцов, Виктор Васильевич — председатель колхоза имени Ленина, Калужская область
7. 30 мая 2018 года, № 281 — Герасимов, Евгений Владимирович — депутат Московской городской думы
8. 29 июня 2018 года, № 377 — Касрашвили, Маквала Филимоновна — помощник главного дирижёра — музыкального руководителя федерального государственного бюджетного учреждения культуры «Государственный академический Большой театр России», город Москва
9. 11 июля 2018 года, № 414 — Наумов, Владимир Наумович — кинорежиссёр-постановщик федерального государственного унитарного предприятия «Киноконцерн „Мосфильм“», город Москва
10. 11 июля 2018 года, № 414 — Фурманов, Рудольф Давыдович — художественный руководитель — директор учреждения культуры «Санкт-Петербургский театр „Русская антреприза“ имени Андрея Миронова»
11. 16 июля 2018 года, № 431 — Титов, Владимир Геннадиевич — первый заместитель министра иностранных дел Российской Федерации
12. 16 июля 2018 года, № 431 — Найговзина, Нелли Борисовна — заместитель Руководителя Аппарата Правительства Российской Федерации
13. 11 октября 2018 года, № 574 — Быстрицкая, Элина Авраамовна — артистка федерального государственного бюджетного учреждения культуры «Государственный академический Малый театр России», город Москва
14. 28 ноября 2018 года, № 674 — Юдашкин, Валентин Абрамович — профессор кафедры федерального государственного бюджетного образовательного учреждения высшего образования «Российский государственный университет имени А. Н. Косыгина (Технологии. Дизайн. Искусство)», город Москва

## Кавалеры ордена IV степени
1. 24 января 2018 года, № 21 — Гурьев, Андрей Григорьевич — заместитель председателя совета директоров публичного акционерного общества «ФосАгро», город Москва
2. 1 февраля 2018 года, № 45 — Епифанова, Валентина Николаевна — председатель Санкт-Петербургского городского суда в отставке
3. 1 февраля 2018 года, № 45 — Панченко, Владислав Яковлевич — председатель совета федерального государственного бюджетного учреждения «Российский фонд фундаментальных исследований», город Москва
4. 2 марта 2018 года, № 93 — Ситников, Сергей Константинович — губернатор Костромской области
5. 2 марта 2018 года, № 93 — Нечаев, Василий Иванович — заместитель Председателя Верховного суда Российской Федерации — председатель Судебной коллегии по гражданским делам Верховного суда Российской Федерации
6. 26 марта 2018 года, № 118 — Иванишин, Анатолий Алексеевич — космонавт-испытатель отряда космонавтов федерального государственного бюджетного учреждения «Научно-исследовательский испытательный центр подготовки космонавтов имени Ю. А. Гагарина», Московская область
7. 9 апреля 2018 года, № 151 — Локшин, Александр Маркович — первый заместитель генерального директора по операционному управлению Государственной корпорации по атомной энергии «Росатом»
8. 16 июля 2018 года, № 431 — Маковецкий, Сергей Васильевич — артист федерального государственного бюджетного учреждения культуры «Государственный академический театр имени Евгения Вахтангова», город Москва
9. 24 июля 2018 года, № 449 — Мискина, Ольга Дмитриевна (игумения Феофания) — настоятельница религиозной организации «Покровский ставропигиальный женский монастырь у Покровской заставы г. Москвы Русской Православной Церкви (Московский Патриархат)»
10. 30 июля 2018 года, № 466 — Евкуров, Юнус-Бек Баматгиреевич — Глава Республики Ингушетия
11. 11 октября 2018 года, № 574 — Тяжельников, Евгений Михайлович — член Центрального совета Общероссийской общественной организации содействия воспитанию молодёжи «Воспитанники комсомола — Моё Отечество», город Москва
12. 11 октября 2018 года, № 574 — Беленков, Юрий Никитич — заведующий кафедрой федерального государственного автономного образовательного учреждения высшего образования «Первый Московский государственный медицинский университет имени И. М. Сеченова»
13. 25 октября 2018 года, № 608 — Скоч, Владимир Никитович — советник генерального директора общества с ограниченной ответственностью «Управляющая компания „МЕТАЛЛОИНВЕСТ“», Московская область
14. 13 ноября 2018 года, № 656 — Новицкий, Олег Викторович — космонавт-испытатель отряда космонавтов федерального государственного бюджетного учреждения «Научно-исследовательский испытательный центр подготовки космонавтов имени Ю. А. Гагарина», Московская область
15. 28 ноября 2018 года, № 674 — Борисенко, Андрей Иванович — космонавт-испытатель — начальник группы космонавтов отряда космонавтов федерального государственного бюджетного учреждения «Научно-исследовательский испытательный центр подготовки космонавтов имени Ю. А. Гагарина», Московская область
16. 27 декабря 2018 года, № 756 — Билялетдинов, Зинэтула Хайдярович — главный тренер спортивного блока хоккейной команды «Ак Барс» общества с ограниченной ответственностью «Спортивно-коммерческое предприятие „Татнефть — Ак Барс“», Республика Татарстан